# Rejon tieuczeżski
Rejon tieuczeżski (ros. Теучежский район, Tieuczeżskij rajon, adyg. Теуцожь район, Teucožʹ rajon) – jeden z 7 rejonów w Republice Adygei.
Rejon jest podzielony na 7 osiedli (w nawiasie podano ośrodek administracyjny):
- 1 osiedle miejskie:
  - Tlustienchablskoje gorodskoje posielenije (Tlustienchabl)
- 6 osiedli wiejskich:
  - Assokołajskoje sielskoje posielenije (Assokołaj)
  - Gabukajskoje sielskoje posielenije (Gabukaj)
  - Dżydżychablskoje sielskoje posielenije (Dżydżychabl)
  - Pczegatłukajskoje sielskoje posielenije (Pczegatłukaj)
  - Ponieżukajskoje sielskoje posielenije (Ponieżukaj)
  - Woczepszyjskoje sielskoje posielenije (Woczepszyj)